# Anne-Marie Benschop
Anne-Marie Benschop (11 augustus 1969) is een Nederlandse schaakster. In 1990 werd haar door de FIDE de titel Internationaal Meester voor vrouwen (WIM) toegekend.
In 1989 won zij het Nederlands kampioenschap voor meisjes tot twintig jaar. Verder maakte ze enige malen deel uit van het Nederlandse Olympiadeteam, waarna ze begin jaren negentig met schaken stopte.
In 1990 won zij het Eerste Open Vrouwenschaakkampioenschap te Nunspeet, georganiseerd door de vrouwenschaakvereniging Chesspot en in 1991 won ze het Nederlands schaakkampioenschap bij de dames. Ze heeft een praktijk voor integrale coaching, met als specialiteit mentale coaching van schakers.
Daarnaast is ze schaakdocent, en begeleid ze een wijkproject schaken in Kanaleneiland, Utrecht.

## Externe koppelingen
- (en)   Informatie over schaakpartijen van Anne-Marie Benschop op ChessGames.com
- (en)   Informatie over schaakpartijen van Anne-Marie Benschop op 365chess.com
- (en)  FIDE-ratinggegevens voor Anne-Marie Benschop